# Ulica Sewerynów w Warszawie
Ulica Sewerynów – ulica w śródmieściu Warszawy, biegnąca od ul. Bartoszewicza do ul. Oboźnej.

## Historia

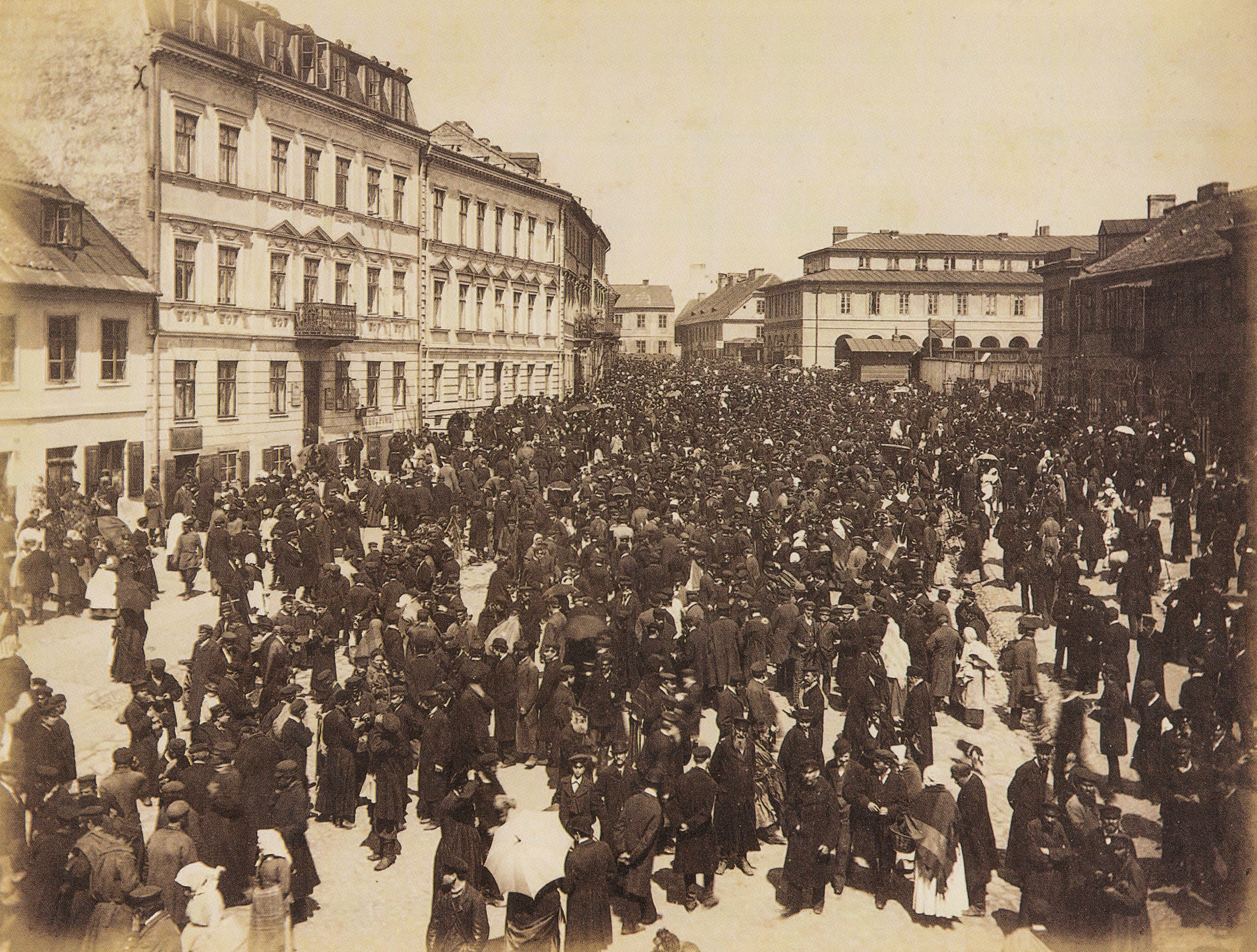
Targ na Sewerynowie (1894)

W przeszłości ulica dochodziła do ówczesnej ul. Aleksandria (obecnie ul. Kopernika), obejmując część dzisiejszej ul. Bartoszewicza. Nie dochodziła jednak do Oboźnej, kończąc się ślepo.
Od końca XVII wieku w miejscu dzisiejszych kamienic nr 6 i 8 istniał dwór Aleksandria, będący siedzibą właścicieli jurydyki Aleksandria. W XVIII wieku dwór stał się własnością marszałka wielkiego koronnego Józefa Karola Lubomirskiego, który wybudował tu większy pałac. W 1754 rezydencja przeszła w ręce Barbary Gozdzkiej, a następnie od 1771 – Karoliny Gozdzkiej, która po rozwodzie z księciem Januszem Sanguszką wyszła za mąż za księcia Karola de Nassau-Siegen. Od jego nazwiska tereny pod skarpą i późniejszą ulicę nazwano Dynasami. Na miejscu pałacu powstał nowy, znacznie okazalszy, według projektu Szymona Bogumiła Zuga. Pałac ten jednak w 1788 uległ zniszczeniu wskutek pożaru.
W 1845 hrabia Seweryn Uruski kupił część gruntu z ruiną pałacu, a następnie wybudował tu targowisko zwane Sewerynowem, które dało nazwę dzisiejszej ulicy. Główną budowlą targową była długa hala w kształcie litery L, z arkadami, zaprojektowana przez Franciszka Marię Lanciego. W latach 1935–1937 budynek rozebrano i wybudowano nowoczesne domy, stojące przy obecnych ulicach Sewerynów i Bartoszewicza.
W roku 1926 przy ulicy Sewerynów 3 zbudowano kościół anglikański wraz z kompleksem zabudowań, zburzony w czasie II wojny światowej. Po wojnie działkę należącą do anglikanów przejęło państwo. Obecnie na miejscu kościoła znajduje się zaplecze Teatru Polskiego.
Nieopodal istniała też ulica Sewerynówka, której nadano później nazwę ul. Emiliana Konopczyńskiego – założyciela funkcjonującego tam do dziś liceum ogólnokształcącego.

## Ważniejsze obiekty
- funkcjonalistyczny „wieżowiec” projektu Ludwika Paradistala (nr 4)
- kamienica Stowarzyszenia Mieszkaniowego Spółdzielczego Profesorów UW (nr 6)
- dom zakonny Zgromadzenia Sióstr Sług Jezusa (nr 8)
- Scena Kameralna Teatru Polskiego